# Дьяконово (Междуреченский район)
Дьяконово — деревня в Междуреченском районе Вологодской области на реке Чёрный Шингарь.
Входит в состав Ботановского сельского поселения, с точки зрения административно-территориального деления — в Ботановский сельсовет.
Расстояние по автодороге до районного центра Шуйского — 36 км, до центра муниципального образования Игумницева — 4 км. Ближайшие населённые пункты — Славянка, Одомцыно, Гаврилищево.
По переписи 2002 года население — 11 человек.
В 130 м к северу от деревни находится природно-историко-культурный памятник природы «Дьяконовская поляна» площадью 4,5 га, со святыми источниками, в одном из которых вода, по преданию, была освящена Димитрием Прилуцким.